# Genarps kyrka

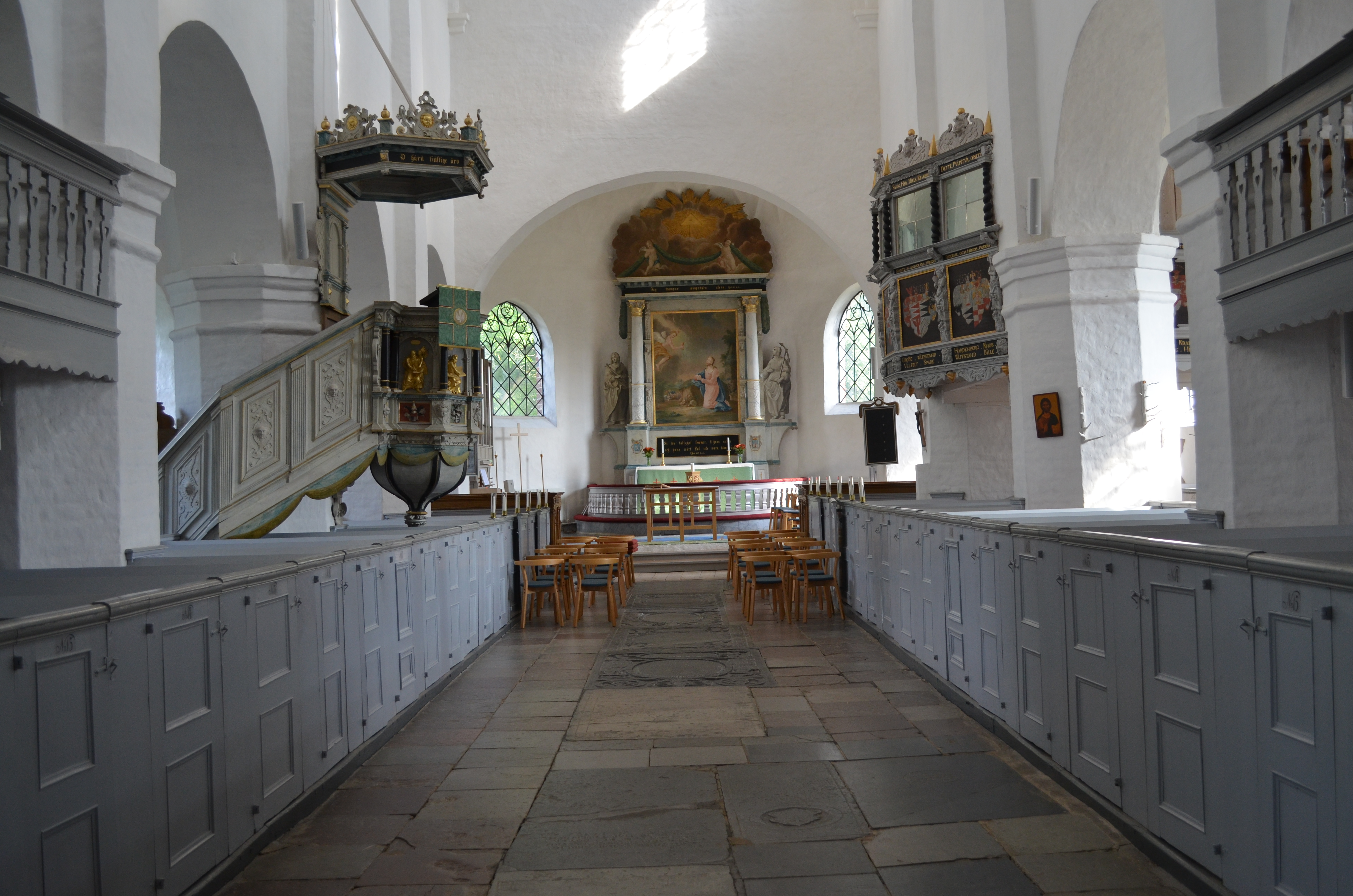
Genarps kyrkas kyrkosal

Genarps kyrka är en kyrkobyggnad i Genarp i Sverige. Den är församlingskyrka i Genarps församling i Lunds stift.

## Kyrkobyggnaden
Kyrkan är uppbyggd som en basilika och är unik eftersom den är den enda kyrkan som uppfördes under 1500-talet i Skåne, närmare bestämt 1590-1593 av slottsherren på Häckeberga slott, Hack Ulfstand. Helgo Zettervall står bakom en ombyggnation under 1870-talet.

## Inventarier
Predikstolen är lika gammal som kyrkan, och altaruppsatsen kommer från 1780-talet. Förr fanns en 1500-talsorgel i kyrkan. Den har flyttats till Malmö museum. Nuvarande orgel härstammar från 1957. Dopfunten härstammar från 1100-talet och stod från början i Allhelgonaklostrets kyrka.

### Orgel
- År 1800 flyttades en orgel hit från Sankt Petri kyrka, Malmö. Orgeln var byggd på 1500-talet. Den såldes 1937 till Malmö museum där den nu finns uppställd.
- 1938 byggde A. Mårtenssons Orgelfabrik AB, Lund en orgel med 20 stämmor. Orgeln flyttades till Våmhus kyrka.
- Den nuvarande orgeln byggdes 1956 av Marcussen & Sön, Aabenraa, Danmark och är en mekanisk orgel.

| Manual I               | Manual II       | Pedal         | Koppel |
| Principal 8'           | Gedakt 8´       | Subbas 16´    | I/P    |
| Rörflöjt 8'            | Quintadena 8'   | Spetsflöjt 8' | II/P   |
| Italiensk Principal 4' | Koppelflöjt 4'  | Oktav 4'      | II/I   |
| Spetsflöjt 4'          | Principal 2'    | Fagott 16'    |        |
| Flachflöjt 4'          | Sviflöjt 1 1/3' | Trumpet 8'    |        |
| Mixtur 5 chor          | Scharf 3 chor   |               |        |
|                        | Dulcian 8'      |               |        |